# Seeiso
Il Casato di Seeiso è la casa reale che regna sul Lesotho, al trono dal 1822 con l'ascesa al potere di Moshoeshoe I, e che ha regnato sul Basutoland dal 1884 al 1966.
Originariamente chiamato casato di Bamokoteli, dal 1960, in seguito alla salita al potere di Moshoeshoe II, ha preso il nome attuale. Il suo attuale capo è il re Letsie III.

## Storia

### Ascesa
Moshoeshoe I apparteneva alla casa dei Bamokoteli, un ramo del più grande clan dei Koena. Prima che salisse al potere, suo padre Mokhachane avviò la conquista di altre tribù. Moshoeshoe I formò poi il proprio clan intorno al 1822, unendo essenzialmente le tribù di origine basotho, ponendosi come iniziatore della dinastia reale.

### Espansione
Un'espansione del potere di Moshoeshoe I ci fu quando al suo casato si unirono ex tribù nemiche, allo scopo di allearsi contro il re Shaka degli Zulu che in tutta l'Africa del Sud aveva dato inizio a un periodo di disordini politici noto come Mfecane.
Assumendo per una seconda volta un ruolo di unificatore, Moshoeshoe I si mostrò benevolo verso gli alleati di Shaka, i suoi nuovi nemici, fornendo protezione a tutti coloro che venivano sconfitti dal suo clan, in un diplomatico atteggiamento che fu indispensabile per la crescita del suo popolo e per il costante riconoscimento, in lui, del ruolo di "Morena e Moholo" (ovvero di "Gran Re"). 
Nonostante il protettorato britannico del 1868 e il passaggio a colonia del Basutoland (dal nome del popolo basotho) del 1884, i suoi successori continuarono a governare senza limitazioni interne, col titolo di Capi Supremi.

### Il casato di Seeiso
Nel 1960 Moshoeshoe II salì al potere e il casato di Bamokoteli cambiò nome in "Seeiso". Nel 1966, ottenuta l'indipendenza dall'Impero britannico, la colonia di Basutoland mutò nell'odierno Lesotho e il casato di Seeiso tornò a essere una casa reale indipendente anche dal punto di vista nominale.